# بني أحمد الغربية (مصر)
قرية بني أحمد الغربية هي إحدي القرى التابعة لمركز المنيا بمحافظة المنيا في جمهورية مصر العربية. حسب إحصاءات سنة 2006، بلغ إجمالي السكان في بني أحمد الغربية 27498 نسمة، منهم 14326 رجل و13172 امرأة.